# Bairo
Bairo is een gemeente in de Italiaanse provincie Turijn (regio Piëmont) en telt 839 inwoners (31-12-2004). De oppervlakte bedraagt 7,2 km², de bevolkingsdichtheid is 117 inwoners per km².

## Demografie
Bairo telt ongeveer 327 huishoudens. Het aantal inwoners steeg in de periode 1991-2001 met 2,6% volgens cijfers uit de tienjaarlijkse volkstellingen van ISTAT.
| Jaar | Inwoneraantal |
| ---- | ------------- |
| 1991 | 768           |
| 2001 | 788           |

## Geografie
De gemeente ligt op ongeveer 360 m boven zeeniveau.
Bairo grenst aan de volgende gemeenten: Castellamonte, Torre Canavese, Agliè, Ozegna.

## Geboren
- Carlo Furno (1921-2015), geestelijke en een kardinaal

## Foto's

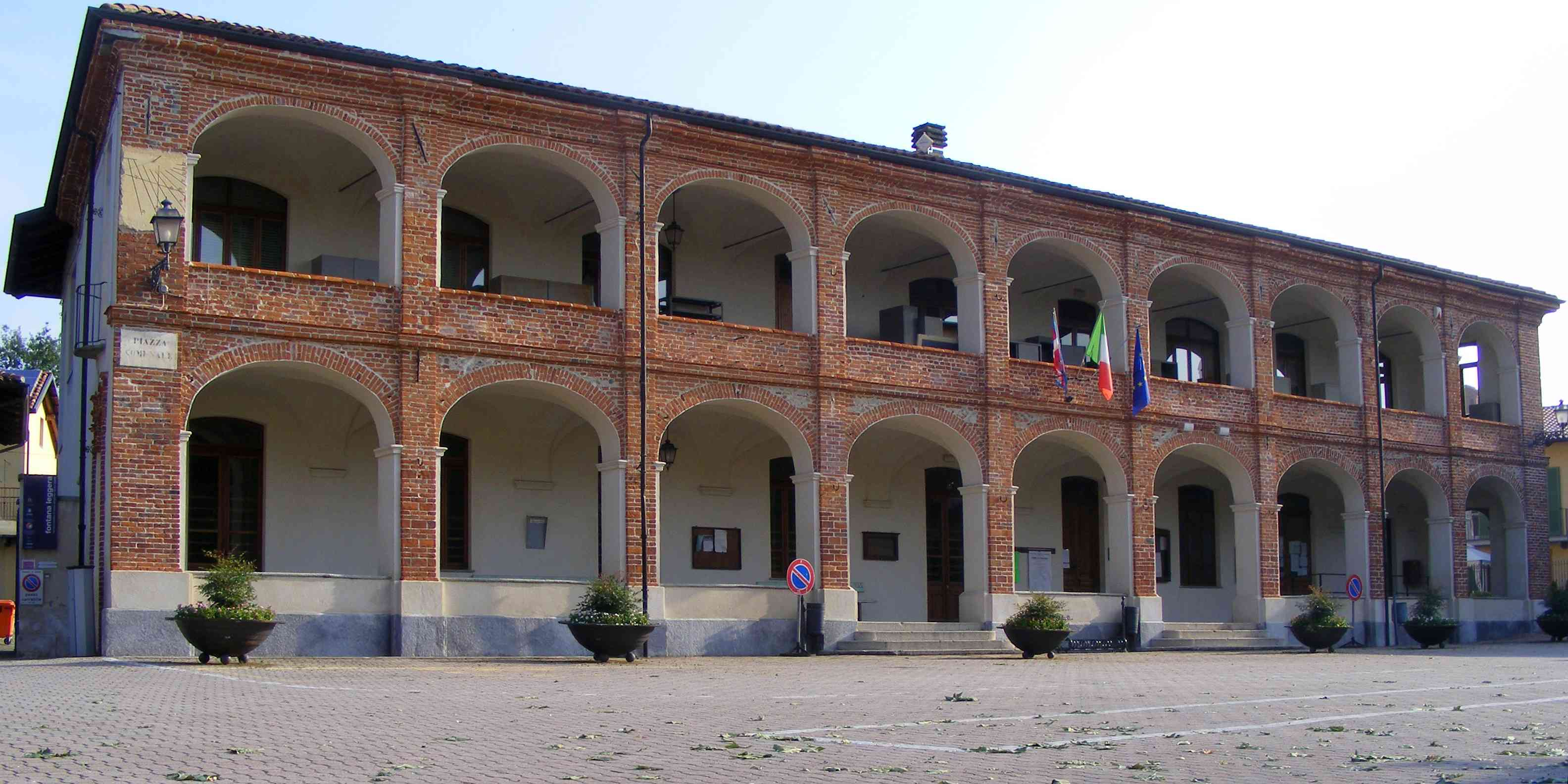
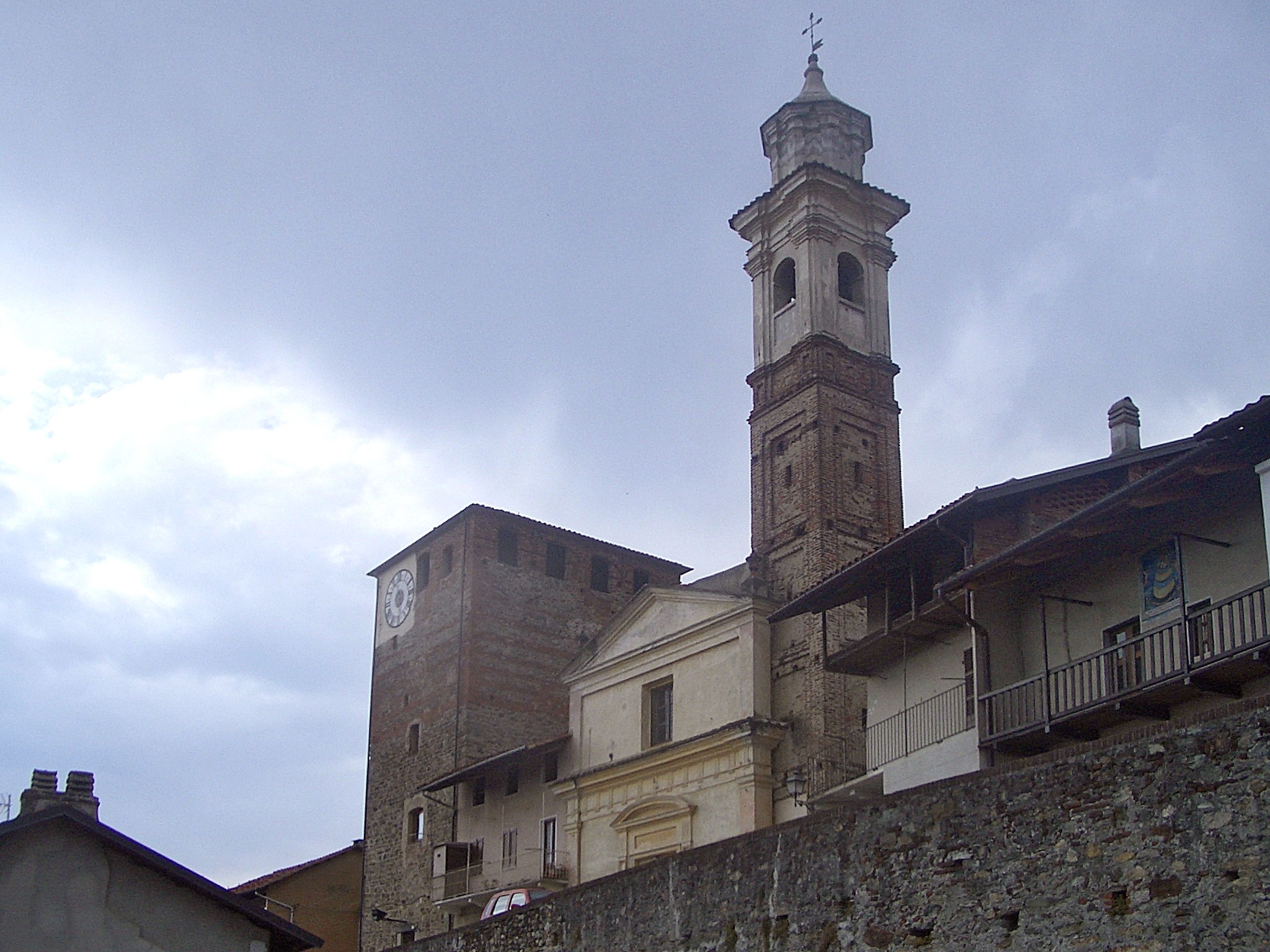

1. ↑  https://demo.istat.it/?l=it.